# Ernst Kohlschütter (Geophysiker)

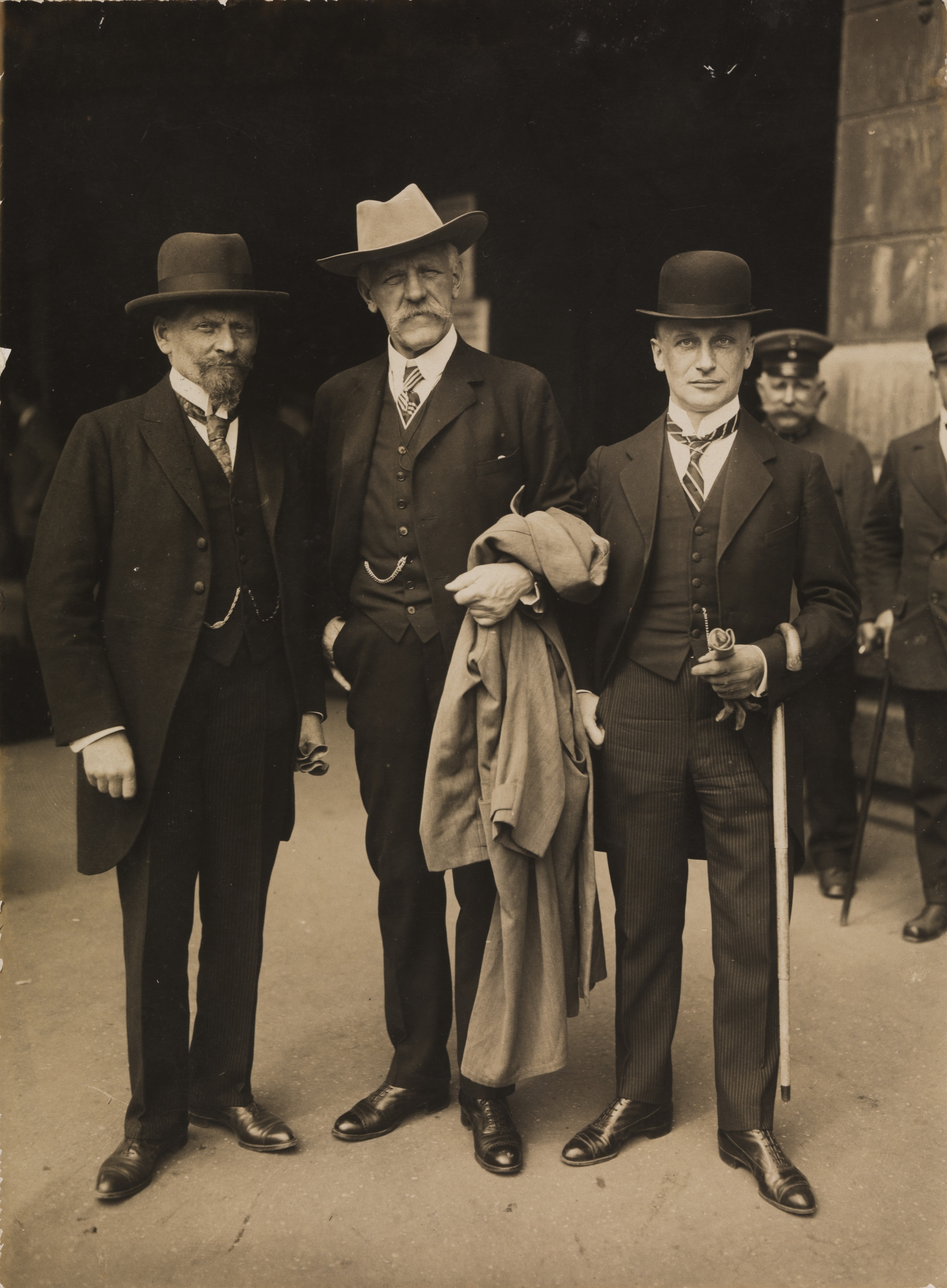
Ernst Kohlschütter (links) mit Fridtjof Nansen (Mitte) und Walther Bruns, etwa 1925.

Ernst Kohlschütter (* 11. Juli 1870 in Halle (Saale); † 18. Oktober 1942 in Potsdam) war ein deutscher Astronom, Geodät und Nautiker.
Kohlschütter war der Sohn von Ernst Kohlschütter in dessen erster Ehe mit Elise Klincke († 1870). Er studierte ab 1890 Physik, Mathematik und Astronomie in Halle, Straßburg, Kiel und Paris und wurde 1896 bei F. Krüger in Kiel mit einer Dissertation über die Bahn des Kometen von 1892 promoviert. Danach war er bei der Preußischen Akademie der Wissenschaften zunächst Assistent und ab 1898 Astronom. 1898 bis 1900 war er im Deutschen Schutzgebiet in Ostafrika mit Vermessungsarbeiten betraut (Vermessung der Grenze zu Britisch-Zentralafrika zwischen Njassa- und Tanganjikasee in einer deutsch-britischen-Kommission). Außerdem führte er im Auftrag der Göttinger Akademie der Wissenschaften Schweremessungen mit Pendeln (sog. Ostafrikanische Pendelexpedition) durch und entdeckte große negative Anomalien.
Ab 1900 war er im Reichsmarineamt in Berlin und befasste sich mit Hilfsgeräten zur Nautik (u. a. Untersuchung der Kimmtiefe) und nautischer Astronomie und war an Navigationslehrbüchern des Reichsmarineamts beteiligt. 1909 habilitierte er sich in Berlin und wurde 1914 Honorarprofessor. 1906/07 war er auf Forschungsreise mit S.M.S. Planet. Er wurde wirklicher Admiralitätsrat und blieb bis 1922 beim Reichsmarineamt.
1922 wurde er ordentlicher Professor für Geodäsie in Berlin und Direktor des Preußischen Geodätischen Instituts in Potsdam, das er bis 1935 leitete.
Er konstruierte Schwerependel-Apparate zum Aufspüren von Kohlenlagern. Mit Gustav Angenheister war er an der Gründung einer Kommission zur geophysikalischen Reichsaufnahme beteiligt.
Er setzte sich für internationale Zusammenarbeit ein, so war er Vorsitzender der deutschen Gruppe der Internationalen Studiengesellschaft zur Erforschung der Arktis mit Luftfahrzeugen (Aeroarctic) und für Deutschland Mitglied der 1924 gegründeten Baltischen Geodätischen Kommission.
Nach Ausbruch des Zweiten Weltkriegs arbeitete er wieder für die Marine.
Kohlschütter erhielt 1940 die Goethe-Medaille für Kunst und Wissenschaft und 1913 die Silberne Carl-Ritter-Medaille der Gesellschaft für Erdkunde in Berlin. Er war Ehrendoktor in Danzig und Ehrenmitglied der Geographischen Gesellschaft in Madrid und der Russischen Geographischen Gesellschaft. 1932 wurde er als Mitglied in die Deutsche Akademie der Naturforscher Leopoldina aufgenommen.
1901 heiratete er Marthe Pernot und hatte mit ihr einen Sohn und zwei Töchter.